# Révolte de Nils Dacke

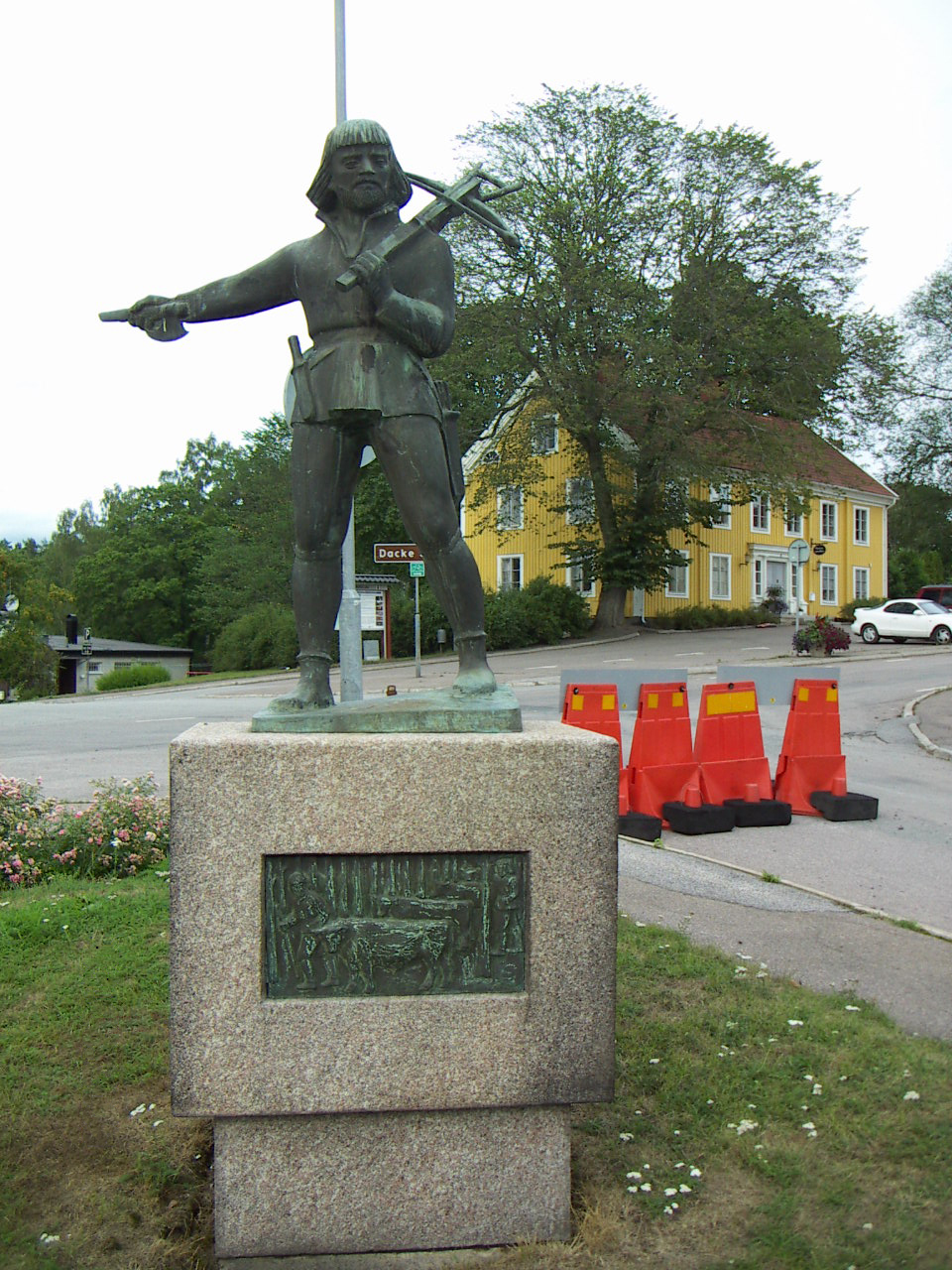
Statue de Nils Dacke à.

La révolte de Nils Dacke est une révolte de paysans dirigée en 1542-1543 par Nils Dacke dans la province de Småland contre le gouvernement du roi Gustave Ier Vasa de Suède.
Les principales causes de la révolte sont les lourds impôts, l'introduction du Luthéranisme et la confiscation des terres et autres biens appartenant à l'Église catholique. Le fermier Nils Dacke, soutenu par de nombreux prêtres de la région, organise un soulèvement paysan en juin 1542 et les collecteurs de taxes royaux sont tués. Gustave Vasa envoie alors une armée de mercenaires allemands commandée par son beau-père, Gustaf Olofsson Stenbock, mais celle-ci subit de lourdes pertes lors de plusieurs engagements dans les forêts de la province. La menace devenant sérieuse, Gustave Vasa signe une trêve d'un an le 8 novembre.
Changeant de tactique, Gustave Vasa met en place un blocus commercial de la province et mène une campagne de dénigrement envers Nils Dacke. Ces mesures affaiblissent la rébellion. En mars 1543, une nouvelle armée, plus importante, est envoyée au Småland. Nils Dacke étant devenu trop confiant, il affronte l'armée royale en bataille rangée près de Virserum (en) et ses forces sont vaincues. Dacke lui-même, blessé, prend la fuite. La répression est brutale, avec de nombreuses exécutions et déportations en Finlande. Dacke est tué lors de sa capture en août 1543 et une exécution à titre posthume est organisée.